# Gustano A. Pizzo
Gustano A. Pizzo (ur. 1927, zm. 2006) – amerykański wynalazca, twórca systemu antyporwaniowego dla lotnictwa, obejmującego zapadnię, na której umieszczany jest związany porywacz. Po zwolnieniu blokady zapadnia otwiera się, a porywacz na spadochronie zrzucany jest na ziemię, gdzie oczekuje wezwany patrol policyjny. Wynalazek został opatentowany w Stanach Zjednoczonych patentem o numerze 3811643 21 maja 1972 roku. 12 września 2013 roku wynalazek ten nagrodzono Ig Noblem w dziedzinie inżynierii bezpieczeństwa, choć sam wynalazca zmarł w 2006 roku.
Pochowany został na Saint Raymonds Cemetery w Bronx County w stanie Nowy Jork.